# Abel Gance
Abel Gance (Parijs, 25 oktober 1889 – aldaar, 10 november 1981) was een Frans filmregisseur.
Abel Gance debuteerde als regisseur in 1911 en kwam onder de aandacht met Mater dolorosa (1917) en La dixième symphonie (1918) Hij brak door met het oorlogsdrama J'accuse (1919). Hij onderscheidde zich met de film La Roue (1923) over spoorwegarbeiders. Zijn groots opgezette, epische drama's werden beïnvloed door de films van D.W. Griffith. Het zes uur durende historische drama Napoléon (1927) wordt veelal beschouwd als zijn meesterwerk. Hij werkte vier jaar aan deze film, die werd geprojecteerd in Polyvision waarbij drie projectors en drie schermen werden gebruikt. Gance regisseerde zijn laatste film in 1967.

## Filmografie (selectie)
- 1919: J'accuse
- 1923: La Roue
- 1927: Napoléon
- 1936: Un grand amour de Beethoven
- 1940: Paradus perdu
- 1954: La tour de Nesle
- 1960: Austerlitz
- 1963: Cyrano et d’Artagnan